# Jenny Gronen
Margarethe Laura Emilie Jenny Gronen (geborene Jenny Protzen ; * 24. Juni 1845 in Berlin; † 19. November 1910 in Charlottenburg) war eine deutsche Porträt- und Landschaftsmalerin.

## Leben
Jenny Gronen stammte aus einer wohlhabenden Berliner Kaufmannsfamilie, ihre Eltern waren der Kommerzienrat und Teppichfabrikant Michael Protzen (1809–1889) und dessen Frau Laura Protzen (1820–1888). Seit dem 20. Mai 1872 war sie verheiratet mit dem Kaufmann (Georg Wilhelm) Gustav Gronen (1839–1877). Über ihre Ausbildung ist nichts bekannt. Mit Mitte 30 hatte sie ihr Ausstellungsdebüt auf der Berliner Akademieausstellung, auf der sie wie auch auf der Großen Berliner Kunstausstellung regelmäßig vertreten war. Die Berliner Adressbücher führten sie ab 1878 als Kaufmannswitwe und ab 1891 als Porträtmalerin. Von 1884 bis 1906 war sie Mitglied im Verein der Berliner Künstlerinnen, von 1885 bis 1910 Leiterin der Pensionskasse und Krankenhilfe der Marie-von-Olfers-Stiftung. Ab 1904 weilte sie häufig in Ahrenshoop, wo sie mit dem Maler Hugo Richter-Lefensdorf befreundet war. Ihn hatte sie bereits 1896 beim Bau seines Hauses in der dortigen Künstlerkolonie unterstützt und sie übernahm es auch nach dessen Freitod 1904. Jenny Gronen verstarb 1910 in ihrer Wohnung, die Angabe in mehreren Quellen, sie sei bei einem Verkehrsunfall unmittelbar nach der Abreise nach Ahrenshoop verstorben, ist damit nicht belegt. Ihre in Ahrenshoop entstandenen Arbeiten waren vorwiegend Porträts Einheimischer und Landschaften. Die Stiftung Stadtmuseum Berlin besitzt im Märkischen Museum zwei Porträts der Künstlerin.

## Werke (Auswahl)
- Porträt Otto von Holten (1836–1906), 1909, Öl/Leinwand/Keilrahmen, 77 × 61 cm[6]
- Porträt Wilhelm Schubert (1840–1882), 1882, Öl/Leinwand/Keilrahmen, 46,5 × 39,5 cm[7]
- Damenporträt, 1887, Öl auf Holz, 50 × 61 cm[8]